# Nestor (Mythologie)

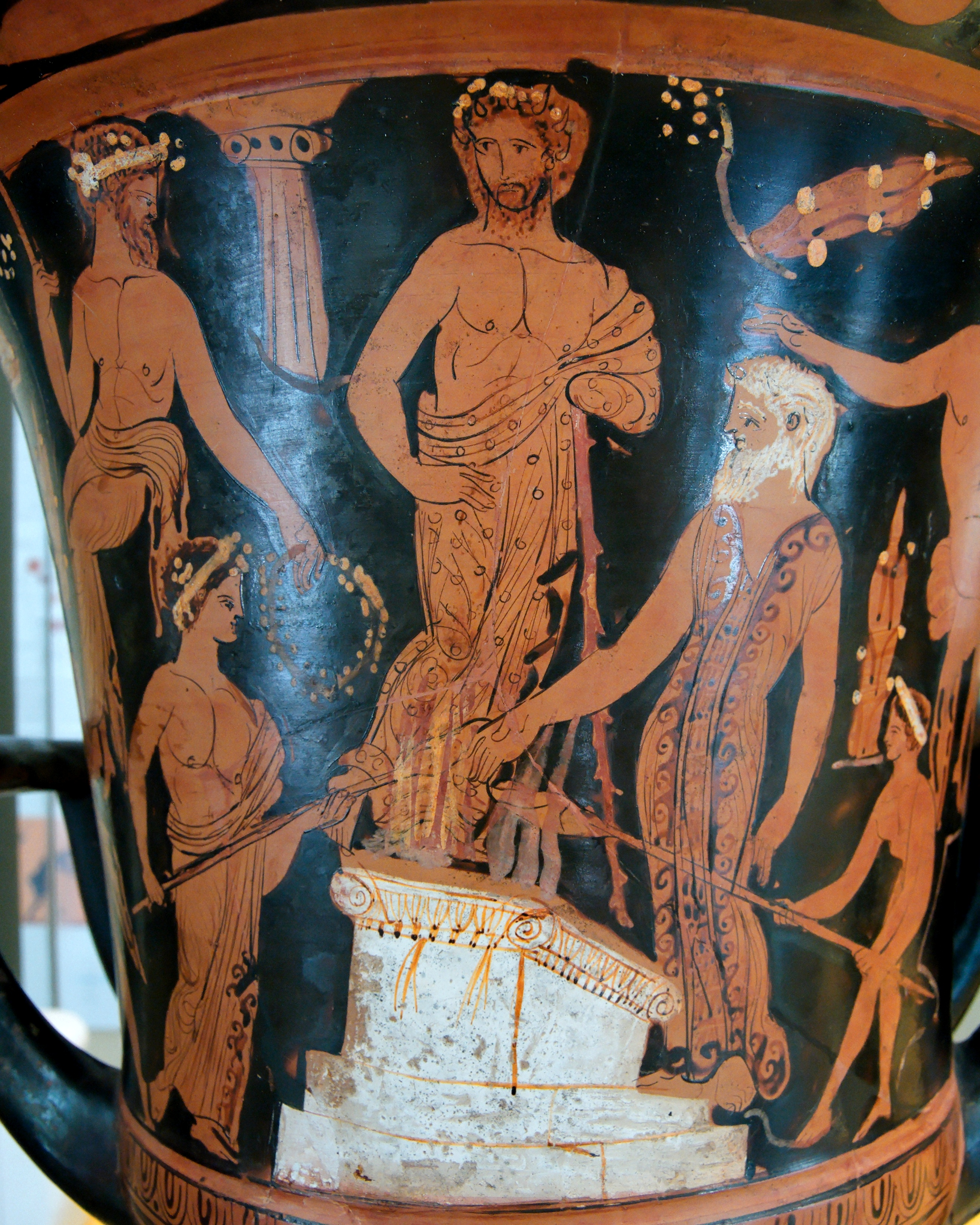
Nestor mit seinen Söhnen bei der Ehrung des Poseidon am Strand von Pylos. Attisch-rotfiguriger Kelchkrater des Meleager-Malers, um 390 v. Chr.

Nestor (altgriechisch Νέστωρ Néstōr) war ein Held der griechischen Mythologie und sagenhafter Herrscher von Pylos. Er war einer der Söhne des Neleus und der Chloris.

## Mythos
Vor dem Trojanischen Krieg war Nestor ein Mitstreiter Iasons auf der Fahrt der Argo. Er nahm teil im Kampf der Lapithen gegen die Kentauren (Kentauromachie) und an der Kalydonischen Jagd.
In Homers Ilias führt Nestor neunzig Schiffe nach Troja und spielt eine der Hauptrollen unter den alten, erfahrenen und weisen Ratgebern Agamemnons. Außerdem tritt er als Schlichter im Streit zwischen Agamemnon und Achilleus auf. Er vereinigt Altersweisheit, Beredsamkeit, Redlichkeit und heitere Lebenskunst. Homer bezeichnet ihn als δῖος díos, also göttlich, und als „Beschützer der Krieger“ und beschreibt den im Altertum viel diskutierten Nestorbecher, den der trinkfreudige Nestor nach Troja mitbrachte.
In der Odyssee kommt Telemachos, der Sohn des Titelhelden Odysseus, nach Pylos, um Erkenntnisse über den Verbleib seines Vaters zu gewinnen.
Mit seiner Gemahlin Eurydike hatte er die Söhne Antilochos, Thrasymedes, Echephron, Aretos, Perseus, Peisistratos und Stratios sowie die Tochter Polykaste.
Über die Umstände von Nestors Tod ist nichts bekannt; sein Grab wurde in Pylos gezeigt.

## Übertragene Verwendung als Ehrenbezeichnung
Bezugnehmend auf die Figur im antiken Mythos bezeichnet die Ehrenbezeichnung Nestor bis heute den ältesten Anwesenden einer wissenschaftlichen Versammlung oder in Festschriften und Würdigungen den „Altmeister“ einer Wissenschaft, den Begründer eines bestimmten Verfahrens, einer wissenschaftlichen Forschungsrichtung usw. Auch in anderen Bereichen – wie etwa der Kultur – hat diese Ehrenbezeichnung Verwendung gefunden. Beispiele sind:
- Walter Stoeckel wurde als „Nestor der Gynäkologischen Urologie“,[12]
- Oswald von Nell-Breuning häufig als „Nestor der katholischen Soziallehre“ und Richard Völkl als „Nestor der Caritas-Wissenschaften“  bezeichnet.
- Johnny Răducanu gilt als der Nestor des rumänischen Jazz,
- Erwin Piscator, Intendant der Freien Volksbühne Berlin, als Nestor des politischen Theaters.
- Im 16. Jahrhundert wurde der brandenburgische Kurfürst Joachim I. mit dem Beinamen „der deutsche Nestor“ bezeichnet.
- Stefan Heym, angekündigt als „Nestor unserer Bewegung“, vor seiner Rede am 4. November 1989 auf der Alexanderplatz in Berlin

## Weitere Verwendung des Begriffes
Nach Nestor ist der Mount Nestor in der Antarktis benannt.
Tiere mit etymologischer Verbindung zu Nestor:
- Nestorpapageien

- Dünnschnabelnestor

Außerdem existiert eine 1989 gegründete schwedische Rockband namens Nestor.